# Koninklijke Nederlandsche Maatschappij tot bevordering der Geneeskunst
La Koninklijke Nederlandsche Maatschappij tot bevordering der Geneeskunst o KNMG, in italiano Società reale dei Paesi Bassi per la promozione della Medicina, è l'organizzazione professionale che raggruppa i medici nei Paesi Bassi. 
Fu fondata nel 1849 e l'associazione aprì una biblioteca nel campo della storia della medicina nei Paesi Bassi
Nel 1999 diverse altre organizzazioni mediche vennero state integrate nel KNMG, tra cui l'Associazione nazionale dei medici salariati (LAD), l'Associazione nazionale dei medici generici (LHV), l'Associazione olandese per la salute sul lavoro (NVAB), l'Associazione olandese per l'assistenza infermieristica Home Physicians (NVVA). Nel 2008 vi erano associati 40.000 medici.